# Valguarnera Caropepe

Ubicació de Valguarnera Caropepe dins de la província

Valguarnera Caropepe (sicilià Carrapipi) és un municipi italià, dins de la província d'Enna. L'any 2007 tenia 8.372 habitants. Limita amb els municipis d'Assoro, Enna i Piazza Armerina.

## Administració
| Període | Identitat      | Partit        |
| ------- | -------------- | ------------- |
| 2005-   | Pietro Nocilla | Llista cívica |